# Newel
Newel település Németországban, Rajna-vidék-Pfalz tartományban. Lakosainak száma 2765 fő (2023. december 31.). Newel Aach, Kordel, Welschbillig és Ralingen községekkel határos.

## Népesség
A település népességének változása:
| Lakosok száma | 1667 | 2743 | 2769 | 2769 | 2770 | 2765 |
|               | 1975 | 2017 | 2019 | 2021 | 2022 | 2023 |